# Coenosia inculta
Coenosia inculta är en tvåvingeart som beskrevs av Stein 1911. Coenosia inculta ingår i släktet Coenosia och familjen husflugor. Inga underarter finns listade i Catalogue of Life.